# Valensina
Die Valensina GmbH ist ein deutscher Hersteller und Vertreiber von Fruchtsäften und Fruchtsaftgetränken. Sitz des Unternehmens ist Mönchengladbach in Nordrhein-Westfalen.

## Geschichte

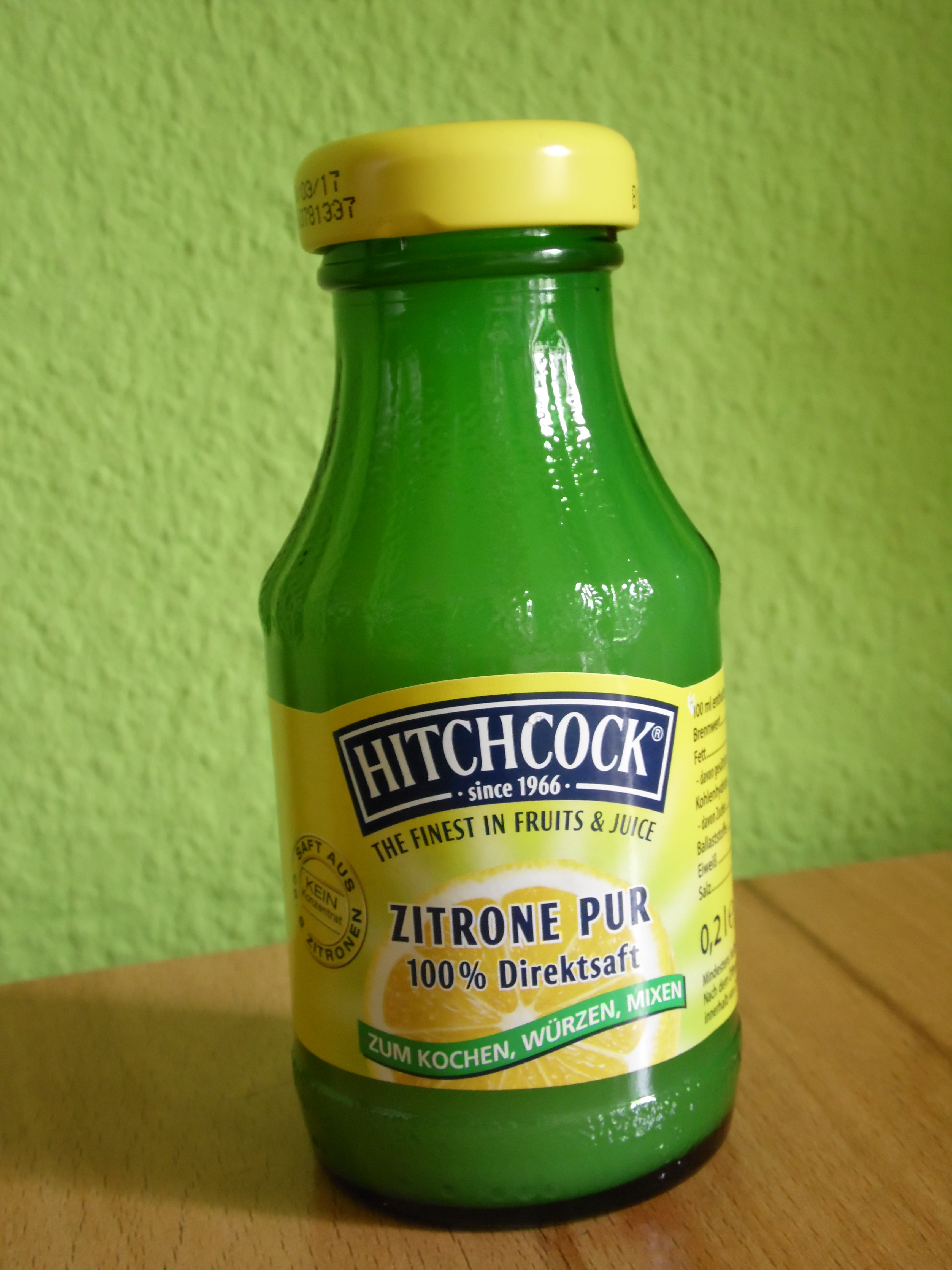
Hitchcock, Getränkemarke der gleichnamigen Tochtergesellschaft der Valensina GmbH

Der Gründer des Unternehmens Valensina, Rolf H. Dittmeyer (1921–2009), war ab 1955 für den Lebensmittel-Großhändler Edeka tätig und baute ein Vertriebsnetz für Frischfrüchte auf. 1960 machte sich Dittmeyer mit der Idee selbständig, im Ernteland direkt in Flaschen gefüllte Fruchtsäfte zu produzieren. Der Markenname „Valensina“ wurde 1961 angemeldet und 1963 eingetragen.
Er setzt sich zusammen  aus der Valencia-Orange (und dem gleichnamigen Orangen-Anbaugebiet Valencia in Spanien) und dem Wort Apfelsine.
Mit seinen Fruchtsäften war Dittmeyer von 1972 bis 1984 Exklusivlieferant der Olympischen Spiele. 1975 kam die Marke „Punica“ hinzu.
Nach einem Hörsturz 1984 veräußerte Dittmeyer seine Firmengruppe an den US-amerikanischen Konsumgüterproduzenten Procter & Gamble.
In den Jahren 1988 bis 1992 trat Dittmeyer persönlich in Fernsehwerbespots auf, in denen er mit dem Satz „Entweder frisch gepresst oder Valensina“ für Valensina warb. In den Medien wurde über ihn als „Onkel Dittmeyer“ gesprochen.
1998 kaufte Dittmeyer die Marke Valensina zurück und baute in Bremen mit der Dittmeyer KG und rund 50 Beschäftigten eine eigene Produktion auf. Im Juli 2001 musste er Insolvenz anmelden. Im November 2001 wurde die Übernahme der Marke durch die Sportfit Fruchtsaft GmbH & Co. KG (Gesellschafter: zu knapp 75 Prozent Wilfried Mocken, Sperrminorität bei der Underberg AG) bekannt. Das Werk in Bremen wurde nicht übernommen. 2013 wurde Sportfit mit der Valensina GmbH verschmolzen.
Durch die angespannte Lage auf dem deutschen Markt hatten viele Produzenten Probleme, wirtschaftlich zu arbeiten. Um die Finanzierung zu sichern, gab Valensina im Jahr 2011 Anleihen im Wert von 50 Millionen Euro aus. Im Jahr darauf wurden nochmals Anleihen im Wert von 15 Millionen Euro ausgegeben. Die Rückzahlung war im Jahr 2016 fällig.
Im Januar 2014 wurde bekannt, dass Valensina einen Investor suchte; bereits 2013 wurde die US-Investmentbank Lincoln International beauftragt, einen Käufer zu suchen. Im November 2013 suchte die Bank Interessenten für eine vollständige Übernahme.
Im November 2015 bestätigte Valensina, dass die Europatochter der thailändischen Boon Rawd Brewery mittels einer Kapitalerhöhung künftig einen Anteil von 49 % an Valensina halten wird. 2024 verkauften die Boon Rawd Breweries ihren Anteil an die Geschäftsführer der Valensina. Damit befindet sich das Unternehmen wieder vollständig in Privatbesitz.

## Beteiligungen und Tochtergesellschaften
- Wolfra Kelterei GmbH, Erding
- Hitchcock GmbH, Mönchengladbach
- FSP Frische (FSP Frischsaft Frische Produktions GmbH), Mönchengladbach: 1993 gegründet, 2009 von Valensina übernommen; spezialisiert auf kühlpflichtige Säfte (Direktsäfte); hierin Marktführer beim deutschen Lebensmittel-Einzelhandel, betreibt den größten Produktionsbetrieb für gekühlte Frischsäfte in Deutschland, Beteiligungsgesellschaften in den Niederlanden (FruityKing Vers Sap B.V., Barendrecht).
- PL Drinks GmbH, Mönchengladbach: Herstellung von Private Label Fruchtsäften, beispielsweise für REWE.[8]